# Aeroportul Santa Ana del Yacuma
Aeroportul Santa Ana del Yacuma (IATA: SBL, ICAO: SLSA) este un aeroport din Santa Ana del Yacuma⁠(d), Santa Ana del Yacuma⁠(d), Provincia de Yacuma⁠(d), Beni, Bolivia ce deservește zona Santa Ana del Yacuma⁠(d). A fost numit după zona deservită.
Situat la o altitudine de 145 m, aeroportul dispune de o singură pistă.